# Podu Turcului, Bacău
Podu Turcului este satul de reședință al comunei cu același nume din județul Bacău, Moldova, România.